# Ковила відмінна
Ковила́ відмі́нна (Stipa anomala) — рідкісна багаторічна рослина родини тонконогових. Вид занесений до Європейського червоного списку, Червоного списку Міжнародного союзу охорони природи, Червоної книги України у статусі «Зникаючий».

## Опис
Трав'яниста рослина 50-60 см заввишки, утворює щільні дернини; гемікриптофіт. Стебла голі, гладкі, під вузлами коротко опушені. Листки довгі, до 2 мм завширшки, вузьколінійні, згорнуті, молоді на верхівці з китичкою волосків до 3 мм завдовжки. Суцвіття — вузька, стиснута волоть, що складається з великої кількості одноквіткових колосків. Нижня квіткова луска 17-18 мм довжиною. Крайові смужки волосків на сім'янці не доходять до основи остюка на 4-5 мм. Остюк 20-25 см завдовжки, двічі колінчастозігнутий, по всій довжині пірчастий, але в нижній штопороподібно закрученій частині з білими короткими волосками.

## Екологія та поширення
Вид світлолюбний, жаро- та посухостійкий. Зростає у кам'янистих степах, на відслоненнях гірських порід. Зустрічається як домішка до панівних видів ковили, помітної ролі в рослинних угрупованнях не відіграє.
Квітне у травні-червні, плодоносить у червні-липні. Розмножується насінням.
Ареал цього виду розірваний і складається з ізольованих ділянок, розташованих на Північному Кавказі, півдні Уралу, сході України. Українські популяції вкрай нечисленні і також знаходяться на великій відстані одна від одної. Зокрема, місця зростання зафіксовані у басейні річки Кальчик на Приазовській височині і на Донецькому кряжі.

## Значення і статус виду
Головні фактори, що спричинюють зникнення ковили відмінної, — господарська діяльність, зміна екотопів, надмірне випасання худоби. Станом на 2014 рік вид охороняється лише в Луганському природному заповіднику (філія «Провальський степ»), а також культивується в Донецькому ботанічному саду та Ботанічному саду ім. О. В. Фоміна у Києві. Для збільшення чисельності потрібно виявити усі популяції та утворити на цих місцях нові заказники.
Через низьку чисельність вид господарського значення не має, втім може приносити користь, запобігаючи ерозії ґрунту. Рослину також можна розглядати як джерело додаткового корму для худоби.